# Amtshaus Vorsfelde

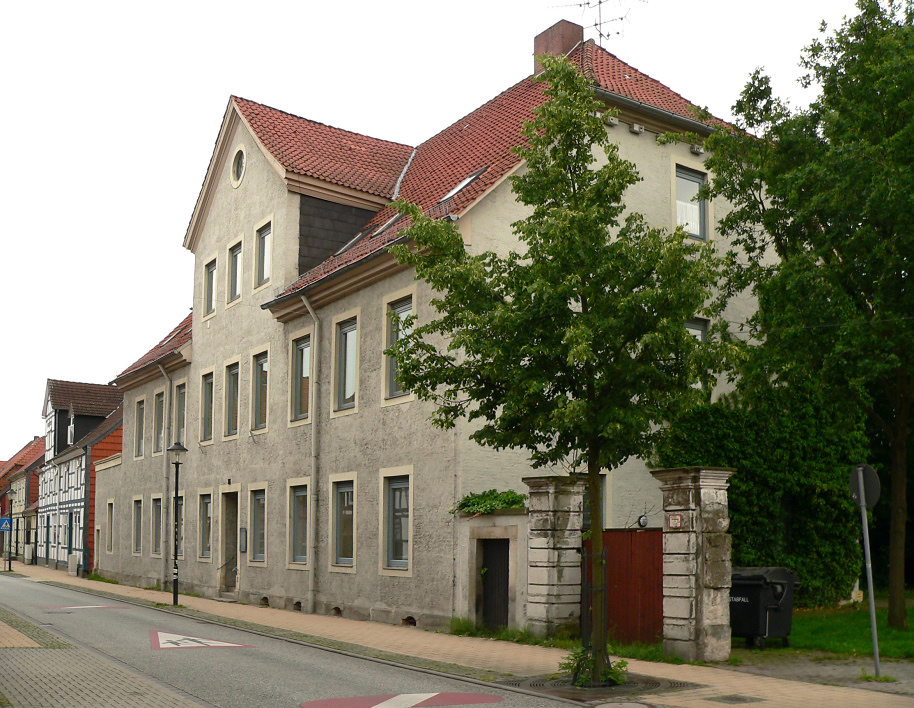
Das frühere Amtshaus Vorsfelde und heutige „Ludwig-Klingemann-
Haus“

Das Amtshaus Vorsfelde ist ein 1801 für das Amt Vorsfelde errichtetes Amthaus, das im Wolfsburger Ortsteil Vorsfelde in Niedersachsen steht. Es war später ein Verwaltungsgebäude und Sitz des Amtsgerichts Vorsfelde. Heute steht es unter Denkmalschutz und wird von örtlichen Vereinen genutzt. Das Gebäude ist zur Erinnerung an den 1942 von Nationalsozialisten getöteten Vorsfelder Arbeiterführer Ludwig Klingemann in „Ludwig-Klingemann-Haus“ benannt worden.

## Beschreibung

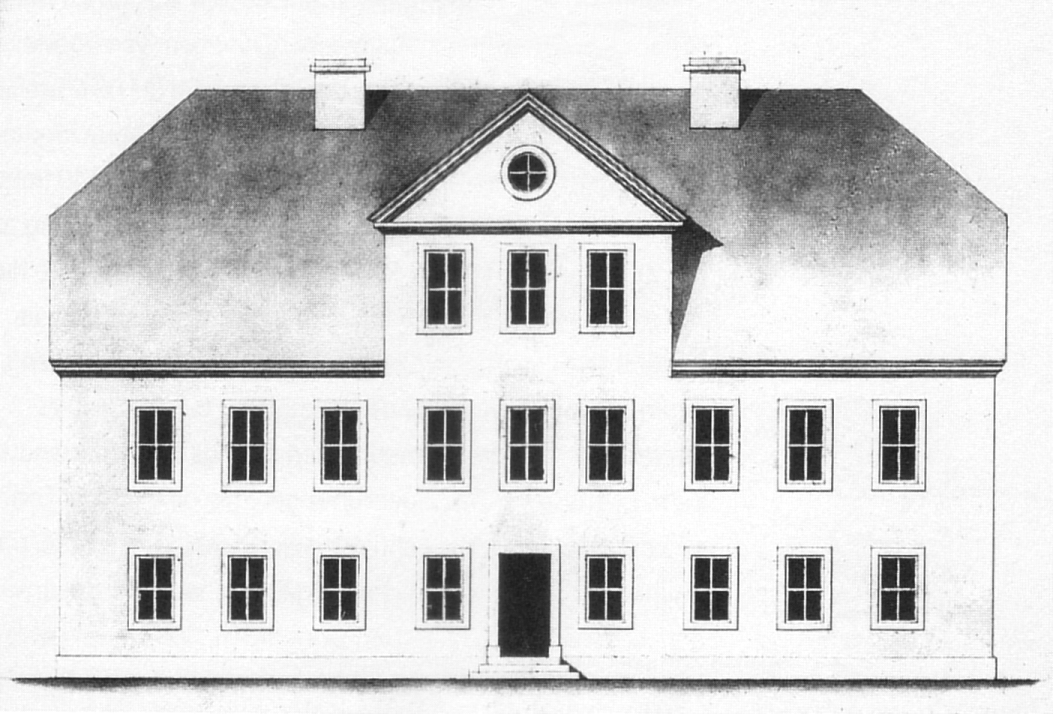
Entwurfsskizze des Amtshauses, 1798

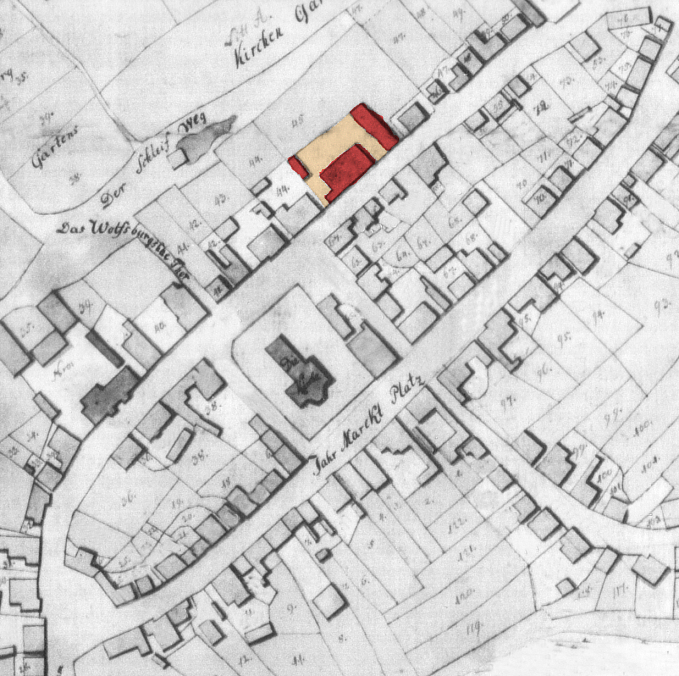
Der Vorgängerbau des Amtshauses auf dem Grundstück des Amtes Vorsfelde in der Amtsstraße, 1771

Das Amtshaus ist ein zweigeschossiger verputzter Massivbau mit Krüppelwalmdach und mittigem Zwerchhaus. Als Baumaterial dienten Backsteine aus Ziegeleien in Danndorf und auf dem Rothehof. Es steht mit seiner schlichten klassizistischen Fassade traufständig an der Straße. Als staatliches Bauwerk erscheint es trotz seines Verzichts auf Schmuckteile im Vergleich mit dem übrigen Vorsfelder Gebäudebestand repräsentativ.

## Vorgängerbau
Das heutige Amtshaus hatte einen Vorgängerbau als Sitz des 1742 vom braunschweigischen Landesherren eingerichteten Amtes Vorsfelde. Dies war ein auf dem Amtsgrundstück 1755 fertiggestellter Fachwerkbau von 36 Meter Länge und 18 Meter Breite, dessen Gefache mit Backsteinen ausgemauert waren. Nebengebäude waren die Gerichtsstube und die Registratur. Der Pförtner war in einem 1759 massiv aus Stein errichteten Pforthaus untergebracht, in dem sich zwei Gefängniszellen befanden. Da zum Amtssitz ein kleiner landwirtschaftlicher Betrieb zählte, befanden sich auf dem Amtsgrundstück ein Kuhstall- und ein Geflügelstall. Zum Haushalt des Amtshauses und der Nebengebäudes gehörten neben dem Amtmann und seiner Familie einige Angestellte, das Gesinde und eine Magd. Beim Vorsfelder Stadtbrand von 1798 brannte das Amtshaus ab, während die Nebengebäude weitgehend unversehrt blieben.

## Geschichte
Für das 1798 abgebrannte Amtshaus erstattete die Brandversicherung 6000 Reichstaler. Bei dem im Jahr 1800 begonnenen Wiederaufbau wurden 40.000 Steine benötigt. Obwohl auch aufbereitetes Abbruchmaterial wiederverwendet wurde, überstieg die Bausumme die Brandentschädigung um rund 500 Reichstaler.
Im 1801 fertiggestellten Amtshaus führte der Amtmann seine Verwaltungs- und Rechtsaufgaben für das Amt Vorsfelde fort. 1807 wurde es von der französischen Besatzungsmacht aufgelöst und in das von Napoleon geschaffene Königreich Westphalen eingegliedert. Das Amt Vorsfelde wurde durch Königliches Decret vom 24. Dezember 1807 zum Kanton Vorsfelde im Distrikt Helmstedt im Departement der Oker, der bis 1813 bestand.
Im 19. Jahrhundert wandelte sich das Amtshaus zu einem Verwaltungsgebäude. Es wurde Sitz des Amtsgerichts Vorsfelde, das diese Funktion bis zur Eingemeindung Vorsfeldes durch die Stadt Wolfsburg 1972 innehatte. Danach war das frühere Amtshaus Sitz Wolfsburger Behörden und wurde 1987 Vorsfelder Vereinen zur Verfügung gestellt. Etwa in den 1990er Jahren wurde das Gebäude in „Ludwig-Klingemann-Haus“ umbenannt, um an den Arbeiterführer, USPD- und SPD-Ortsvorsitzenden Ludwig Klingemann zu erinnern, den Nationalsozialisten 1942 verhafteten und zu Tode prügelten.